# Franciszek Mackiewicz
Franciszek Borgiasz Łukasz Mackiewicz herbu Machwicz (ur. 14 października 1756 w Bazalii, zm. 13 stycznia 1842) – polski duchowny katolicki, biskup kamieniecki w latach 1815–1842, biskup sufragan kamieniecki.
Urodził się w rodzinie organisty. Doktor teologii na Uniwersytecie Wileńskim od 1809 roku. Przez pewien czas był sekretarzem biskupa Michała Romana Sierakowskiego
Pracę w diecezji kamienieckiej rozpoczął od stanowiska kanonika, następnie pełnił funkcję koadiutora, a od 1815 roku biskupa.